# Sphodroscarta pehlkei
Sphodroscarta pehlkei är en insektsart som beskrevs av Schmidt 1930. Sphodroscarta pehlkei ingår i släktet Sphodroscarta och familjen spottstritar. Inga underarter finns listade i Catalogue of Life.